# Artolec
Artolec, též Artoleč (německy Artholz) je malá vesnice, část města Nová Bystřice v okrese Jindřichův Hradec v Jihočeském kraji. Nachází se asi dva kilometry jihovýchodně od Nové Bystřice. Artolec je také název katastrálního území o rozloze 4,65 km².

## Historie
První písemná zmínka o vesnici pochází z roku 1487.

## Obyvatelstvo
| Rok            | 1869 | 1880 | 1890 | 1900 | 1910 | 1921 | 1930 | 1950 | 1961 | 1970 | 1980 | 1991 | 2001 | 2011 | 2021 |
| -------------- | ---- | ---- | ---- | ---- | ---- | ---- | ---- | ---- | ---- | ---- | ---- | ---- | ---- | ---- | ---- |
| Počet obyvatel | 292  | 341  | 353  | 290  | 300  | 276  | 269  | 165  | 153  | 128  | 84   | 58   | 69   | 51   | 49   |
| Počet domů     | 44   | 52   | 51   | 49   | 50   | 50   | 54   | 40   | 31   | 33   | 30   | 35   | 36   | 39   | 39   |

## Obecní správa
Při sčítání lidu v letech 1869–1963 Artolec byl samostatnou obcí v okrese Jindřichův Hradec. Od roku 1964 je částí města Nová Bystřice v okrese Jindřichův Hradec.

## Galerie

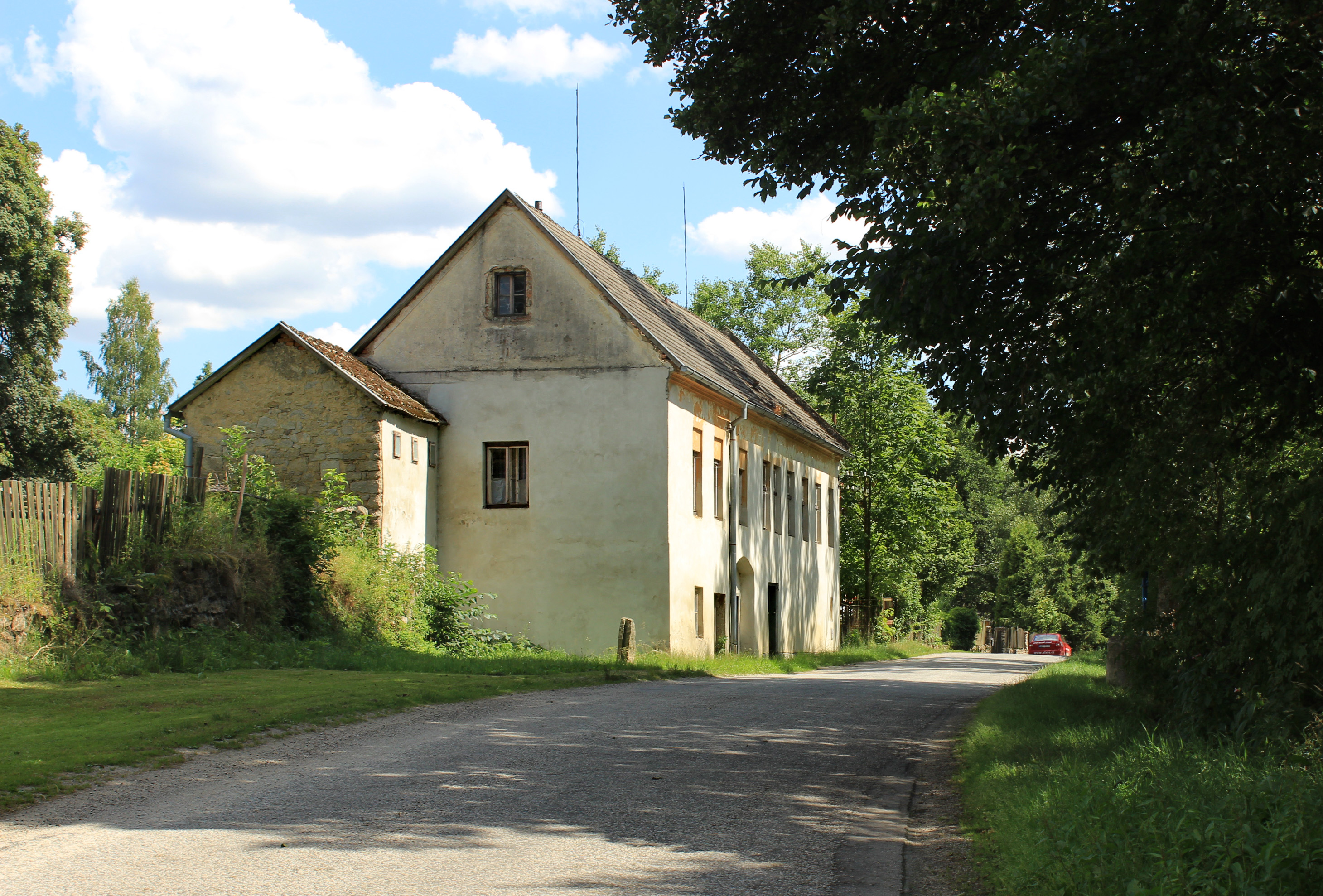
Dům čp. 30 u hlavní silnice
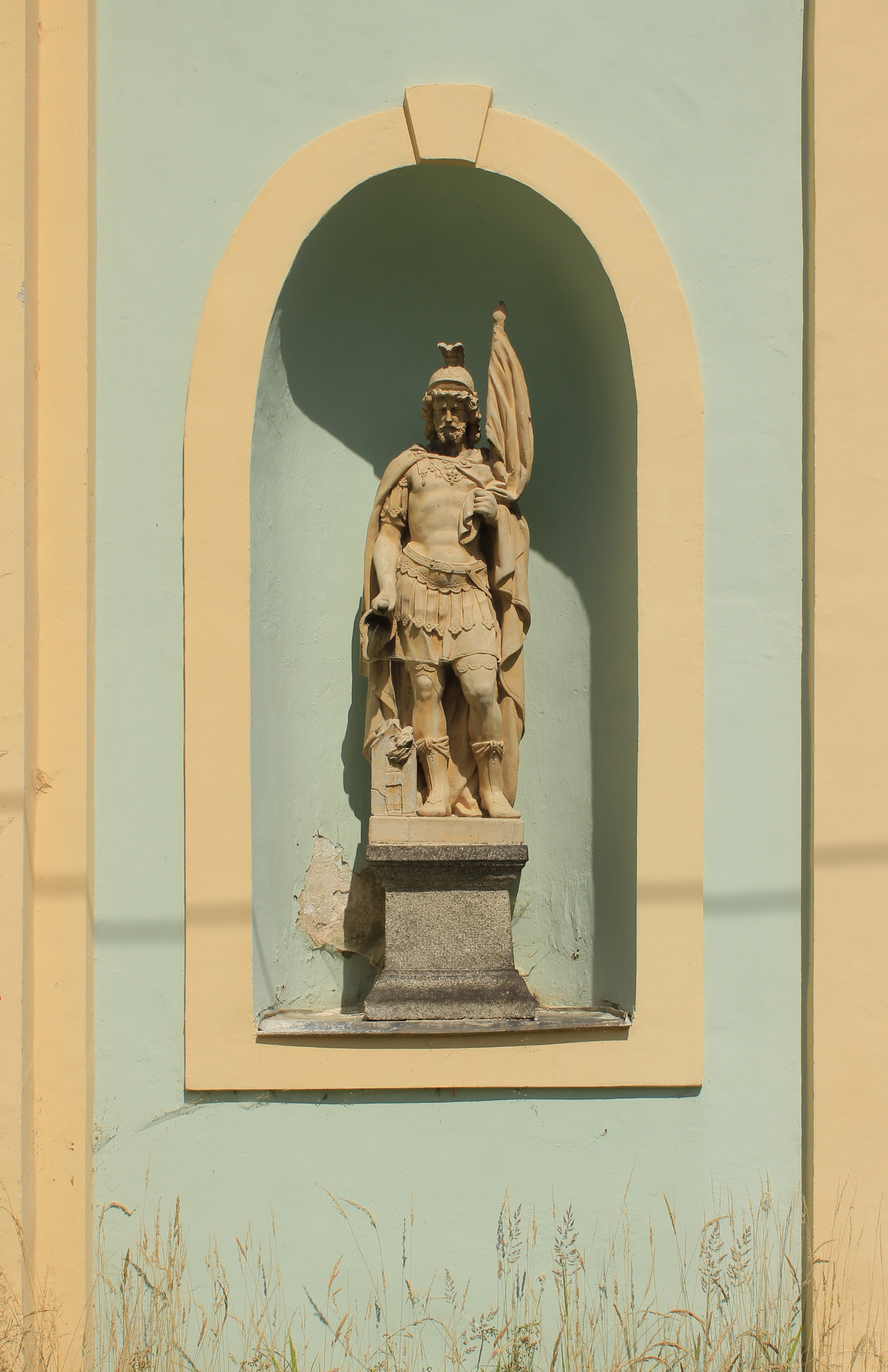
Sochy na kapli svatého Antonína Paduánského
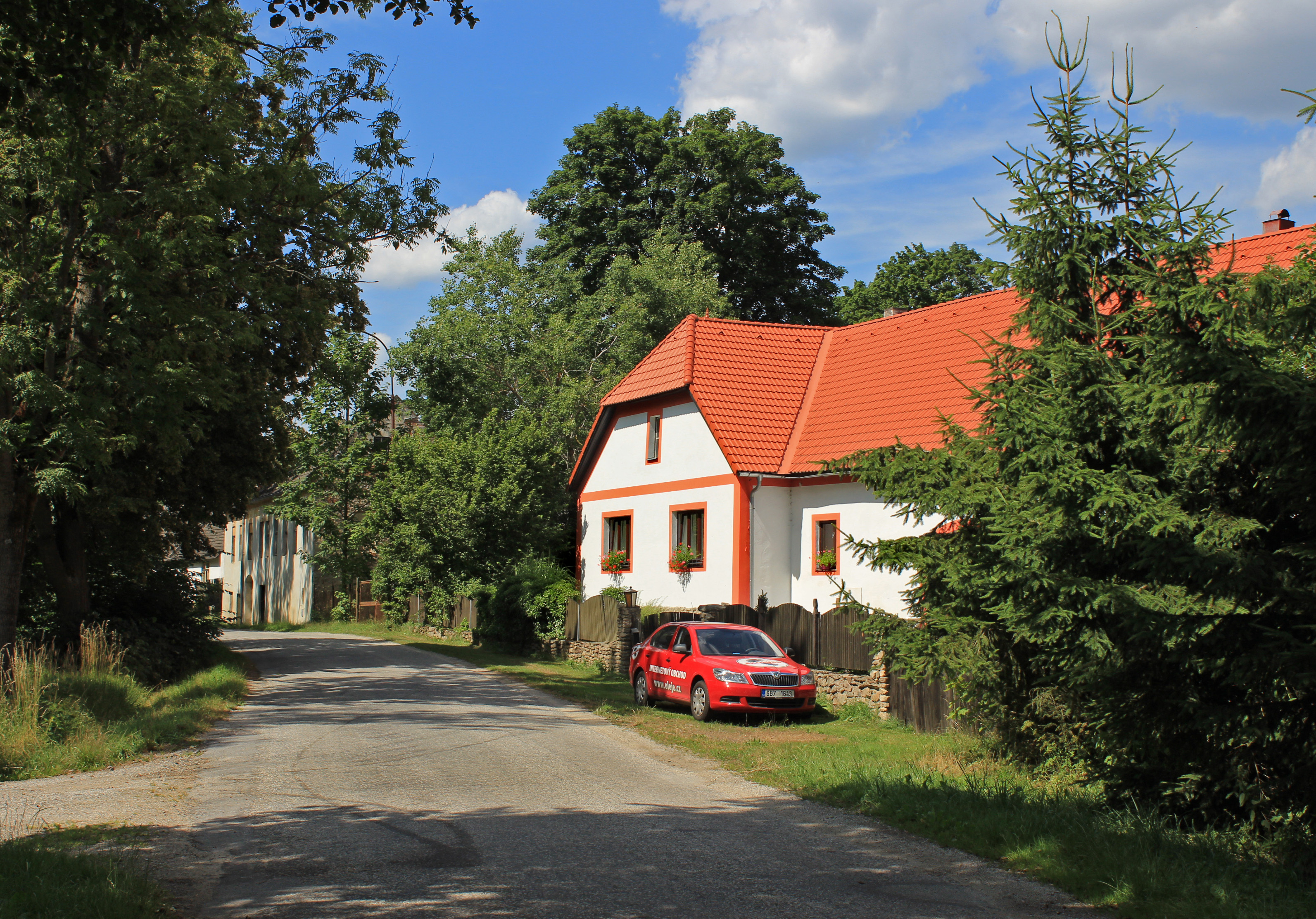
Dům čp. 6